# 캠프 락
캠프 락(Camp Rock)은 2008년 6월 20일 미국 디즈니 채널에서 방영한 TV용 영화이다. 각본은 줄리 브라운, 폴 브라운, 레지나 힉스, 카렌 기스트가 썼다. 감독은 매슈 다이아몬드이며 앨런 색스가 제작했다. 미국에서 큰 인기를 끌고 있는 밴드 조나스 브라더스가 출연했고, 조 조나스와 데미 로바토가 주연을 맡았다.

## 출연

### 주연
- 데미 로바토
- 조 조나스

### 조연
- 메간 제트 마틴
- 마리아 카날스 바레라
- 알리슨 스토너
- 줄리 브라운
- 다니엘 패더스
- 안나 마리아 페레즈 데 태글
- 제스민 리처즈
- 조던 프란시스
- 로숀 페건
- 케빈 조나스
- 닉 조나스
- 사라 프란시스
- 안젤리카 스캔누라
- 닉키 샤
- 에드워드 자누즈
- 베일리 스톡커
- 헤일리 로크너
- 이지윤
- 맥스 토플린
- 제이크 브록맨
- 로샨 아멘드라
- 킴벌리 오닐
- 다니엘 셀레브레
- 코트니 럼프
- 제이슨 세이츠
- 세스 시에너린
- 브렌다 송

## 기타
- 미술: 더그 맥컬러프
- 세트: 제프 프루잇맨
- 의상: 쉘리 맨셀
- 배역: 나탈리 하트
- 배역: 제이슨 라 파두라